# 1932 a jogalkotásban
1932-ben az alábbi jogszabályokat alkották meg:

## Magyarország

### Törvények
- 1932. évi I. törvénycikk Egyes vármegyék területi változásairól
- 1932. évi II. törvénycikk Az önkormányzati testületek háztartásának hatályosabb ellenőrzésére vonatkozólag az 1927:V. tc. III. fejezetében foglalt rendelkezések érvényességéről
- 1932. évi III. törvénycikk Az országgyűlési képviselőválasztók névjegyzéke kiigazításának egyszerűsítéséről
- 1932. évi IV. törvénycikk A társadalombiztosítási bíráskodásról
- 1932. évi V. törvénycikk A földbirtokrendezés befejezése végett szükséges rendelkezésekről szóló 1928:XLI. tc. 6. §-ának módosításáról
- 1932. évi VI. törvénycikk Az uzsoráról
- 1932. évi VII. törvénycikk A gazdasági és hitelélet rendjének, továbbá az államháztartás egyensúlyának biztosításáról alkotott 1931:XXVI. törvénycikk kiegészítéséről és módosításáról
- 1932. évi VIII. törvénycikk Az ipartestületekről és az ipartestületek országos központjáról
- 1932. évi IX. törvénycikk A hitelsértésről
- 1932. évi X. törvénycikk A korlátolt felelősségű társaságok adó- és illetékkötelezettségéről
- 1932. évi XI. törvénycikk A Genfben 1931. évi július hó 18. napján kelt magyar-német Kereskedelmi Szerződés életbeléptetése tárgyában
- 1932. évi XII. törvénycikk A m. kir. népjóléti és munkaügyi miniszteri állás megszüntetéséről
- 1932. évi XIII. törvénycikk A m. kir. rendőrség fegyverhasználati jogáról
- 1932. évi XIV. törvénycikk Az 1932/33. évi költségvetésről
- 1932. évi XV. törvénycikk Az egyes külállamokkal való kereskedelmi és forgalmi viszonyaink rendezéséről szóló 1930. évi XLVI. tc. módosításáról és kiegészítéséről
- 1932. évi XVI. törvénycikk A m. kir. államkincstár és a Magyar Királyi Folyam- és Tengerhajózási Részvénytársaság között az 1926:XXIII. törvénycikkben kapott felhatalmazás alapján megkötött szerződés módosítása és kiegészítése tárgyában kötendő pótszerződés becikkelyezéséről
- 1932. évi XVII. törvénycikk A találmányi szabadalmakról, továbbá a védjegyek oltalmáról szóló törvények egyes rendelkezéseinek módosításáról és kiegészítéséről
- 1932. évi XVIII. törvénycikk A Franciaországgal 1925. évi október hó 13-án kötött és az 1926. évi V. törvénycikkbe iktatott Kereskedelmi Egyezménynek, valamint az 1926. évi december hó 18-án kötött és az 1927. évi XVI. törvénycikkbe iktatott Pótegyezménynek, illetve az 1929. évi december hó 21-én kötött és az 1930. évi XXI. törvénycikkbe iktatott Második Pótegyezménynek kiegészítéseként 1931. évi szeptember hó 25-én aláírt Megállapodás becikkelyezéséről
- 1932. évi XIX. törvénycikk Az 1928. évben Genfben tartott nemzetközi Munkaügyi egyetemes Értekezlet által a legkisebb munkabérek megállapítására vonatkozó eljárások tárgyában tervezet alakjában elfogadott nemzetközi egyezmény becikkelyezéséről
- 1932. évi XX. törvénycikk Egyes külállamokkal való kereskedelmi és forgalmi viszonyaink rendezéséről
- 1932. évi XXI. törvénycikk A bélyegek védelméről és a tiltott postai szállítás büntetéséről